# Serge Gnabry
Serge David Gnabry (tiếng Đức: [gɐˈnabʁiː]; tiếng Pháp: [ɲabʁi]; sinh ngày 14 tháng 7 năm 1995) là một cầu thủ bóng đá chuyên nghiệp người Đức hiện đang thi đấu ở vị trí tiền vệ cánh cho câu lạc bộ Bundesliga Bayern Munchen và đội tuyển bóng đá quốc gia Đức.
Gnabry khởi nghiệp chơi bóng tại Anh cùng câu lạc bộ Arsenal ở giải Ngoại hạng Anh và có trận đá chuyên nghiệp đầu tiên vào tháng 9 năm 2012. Sau đó anh được đem cho mượn ngắn hạn tới West Bromwich Albion trước khi trở về Đức để đầu quân cho Werder Bremen vào năm 2016. Năm 2017, anh ký hợp đồng gia nhập Bayern München rồi được đem cho mượn tới Hoffenheim ở mùa bóng 2017–18. Mùa 2018–19, tức mùa bóng đầu tiên mà anh khoác áo Bayern, anh đã đoạt danh hiệu Bundesliga 2018–19 và được vinh danh là Cầu thủ hay nhất mùa giải. Ở mùa bóng kế tiếp, anh ghi tới 23 bàn thắng, góp công giúp Bayern giành cú ăn ba danh hiệu, tức giành được Bundesliga, DFB-Pokal và UEFA Champions League.
Sau khi thi đấu cho tuyển Đức ở nhiều cấp độ đội trẻ, Gnabry có trận thi đấu quốc tế đầu tiên vào tháng 11 năm 2016 trong trận đấu thuộc khuôn khổ vòng loại Giải vô địch bóng đá thế giới 2018 đối đầu San Marino. Anh đã lập một cú hat-trick giúp tuyển Đức thắng đậm 8–0.

## Xuất thân
Gnabry chào đời tại Stuttgart, Baden-Württemberg, có cha là người Bờ Biển Ngà và mẹ là người Đức. Lúc còn nhỏ, Gnabry là một vận động viên chạy nước rút tài năng, nhưng sau cùng anh lại chọn bộ môn bóng đá thay vì theo đuổi nghiệp điền kinh.

## Sự nghiệp cấp câu lạc bộ

### Arsenal

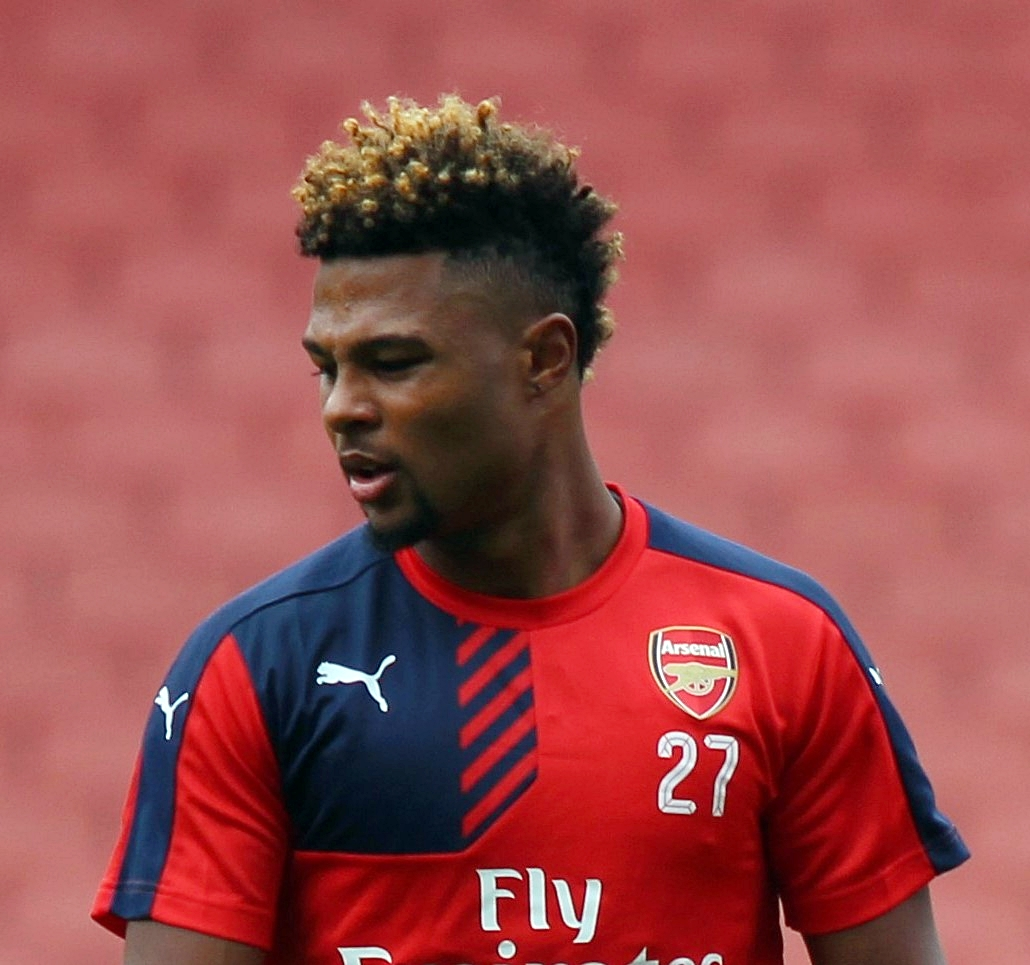
Gnabry trong màu áo Arsenal vào năm 2015.

Câu lạc bộ cũ của Gnabry là VfB Stuttgart đã đồng ý mức phí 100.000 bảng Anh đến từ Arsenal – đội bóng đang chơi tại giải Ngoại hạng Anh vào năm 2010 để chuyển nhượng anh, nhưng Grabry quyết định chờ đến năm 2011, tức lúc anh tròn 16 tuổi để gia nhập Pháo thủ. Gnabry chính thức đầu quân cho Arsenal ở mùa giải 2011–12. Anh thi đấu cho lứa đội U-18 trong phần lớn mùa giải, nhưng rồi được đôn lên đội dự bị sau những màn thể hiện ấn tượng. Tính đến cuối mùa bóng đó, Gnabry đã thi đấu 6 trận và ghi 2 bàn thắng.
Mùa 2012–13 khởi đầu tốt đẹp với Gnabry sau khi anh được triệu tập lên đội một trong trận giao hữu tiền mùa giải với FC Köln. Sau hiệp một, anh được tung vào sân thi đấu trong 24 phút, trước khi nhường chỗ cho Marouane Chamakh ở phút thứ 69. Kế đó, cầu thủ người Đức có trận đá ra mắt chuyên nghiệp cho đội một của Arsenal vào ngày 26 tháng 9 năm 2012 trong trận đấu gặp Coventry City ở Cúp Liên đoàn Anh, cụ thể anh vào sân thay Alex Oxlade-Chamberlain ở phút thứ 72 và kết quả chung cuộc là Arsenal thắng đậm Coventry 6–1. Ngày 20 tháng 10 năm 2012, anh có trận đá đầu tiên tại giải Ngoại hạng trong trận Pháo thủ thua 0–1 trước Norwich City tại sân vận động Carrow Road. Ở tuổi 17 và 98 ngày, anh trở thành cầu thủ trẻ thứ hai của Arsenal chơi bóng tại giải Ngoại hạng chỉ sau Jack Wilshere. 4 ngày sau, cầu thủ người Đức có trận đá đầu tiên tại UEFA Champions League, anh vào sân từ băng ghế dự bị trong thất bại 2–0 của Arsenal trước Schalke 04 ngay trên sân nhà.
Ở trận đấu đầu tiên của mùa giải 2013–14, Gnabry giành một suất trong đội một của Arsenal gặp Aston Villa và xuất phát từ băng ghế dự bị. Sau đó, anh có trận đá chính đầu tiên cho Pháo thủ tại giải Ngoại hạng Anh vào ngày 22 tháng 9 năm 2013 trong cuộc đối đầu Stoke City sau khi Theo Walcott vắng mặt ngay trước giờ bóng lăn. Anh thi đấu trong 72 phút trước khi bị thay thế bởi Ryo Miyaichi và Arsenal giành thắng lợi 3–1 chung cuộc. Anh ghi bàn thắng chuyên nghiệp đầu tiên ở trận đấu kế tiếp gặp Swansea City giúp Arsenal giành chiến thắng 2–1 và vươn lên ngôi đầu bảng Ngoại hạng Anh. Ngày 26 tháng 10, anh giành được một quả đá phạt đền cho Arsenal trong trận gặp Crystal Palace trên sân khách, sau cùng đem lại thắng lợi 2–0 cho Pháo thủ. Khởi đầu ấn tượng của Gnabry giúp anh có được một suất đề cử cho danh hiệu Golden Boy 2013 cũng như bản hợp đồng mới có thời hạn 5 năm với Arsenal.
Sau mùa giải đột phá, Gnabry bỏ lỡ gần hết mùa 2014–15 do gặp chấn thương đầu gối nghiêm trọng, làm anh vắng mặt đội một trong hơn 1 năm. Tuy nhiên, anh đã đeo băng thủ quân và thi đấu 65 phút cho U–21 Arsenal, giúp đội đánh bại U–21 Newcastle United với tỉ số 2–1 vào tháng 2 năm 2015.

#### Cho mượn tới West Bromwich Albion
Ngày 7 tháng 8 năm 2015, Gnabry gia nhập West Bromwich Albion dưới dạng cho mượn cả mùa để tích lũy kinh nghiệm đá chính. Anh có trận đá ra mắt West Brom trong trận thua 3–2 của đội trước Chelsea vào ngày 23 tháng 8 năm 2015. Tuy nhiên, anh không có thêm lần ra sân nào nữa bởi huấn luyện viên Tony Pulis đã phát biểu vào tháng 10 rằng Gnabry "không đủ trình" để chơi cho West Brom. Vào tháng 1, anh được gọi trở lại Arsenal sau khi không giành được suất đá chính ở West Brom. Anh kết thúc mùa 2015–16 với một trận đá ở Ngoại hạng Anh và 2 trận đá tại Cúp Liên đoàn Anh.

### Werder Bremen
Ngày 31 tháng 8 năm 2016, Gnabry ký hợp đồng gia nhập câu lạc bộ Werder Bremen thuộc giải vô địch quốc gia Đức (Bundesliga) với mức phí được cho là 5 triệu bảng Anh. Huấn luyện viên đương nhiệm của Arsenal, ông Arsène Wenger đã rất muốn gia hạn hợp đồng của Gnabry tại Arsenal, nhưng cầu thủ này quyết định chuyển đi để có cơ hội đá chính thường xuyên hơn. Ngày 17 tháng 9 năm 2016, anh ghi bàn thắng đầu tiên trong màu áo Werder Bremen trong trận thua 4–1 của đội trước Borussia Mönchengladbach. Anh thi đấu duy nhất một mùa giải cho Bremen, có 27 trận ra sân và ghi 11 bàn thắng, góp công giúp Bremen kết thúc ở vị trí thứ 8 tại Bundesliga.

### Bayern München

#### Cho mượn tới 1899 Hoffenheim
Ngày 11 tháng 6 năm 2017, câu lạc bộ Bayern München đã công bố bản hợp đồng với Gnabry có thời hạn hơn 3 năm với mức phí 8 triệu euro sau khi kích hoạt điều khoản phá vỡ hợp đồng của anh với Bremen. Ngày 14 tháng 6 năm 2017, Bayern München đã đem Gnabry tới 1899 Hoffenheim dưới dạng cho mượn cả mùa. Bản thân Gnabry cũng muốn chuyển đi để tích lũy thêm kinh nghiệm. Anh ghi bàn thắng đầu tiên và thứ hai trong chiến thắng 4–0 của đội trước RB Leipzig. Anh ghi 10 bàn thắng sau 22 lần ra sân, giúp Hoffenheim cán đích ở vị trí thứ 3 trên bảng xếp hạng và kiếm về cho đội một suất dự Champions League ở mùa bóng kế tiếp. Anh kết thúc mùa 2017–18 với 10 bàn thắng và 26 trận thi đấu. Anh cũng có một trận đá cho đội dự bị tại Regionalliga Südwest.

#### 2018–nay: Đột phá và giành đĩa bạc

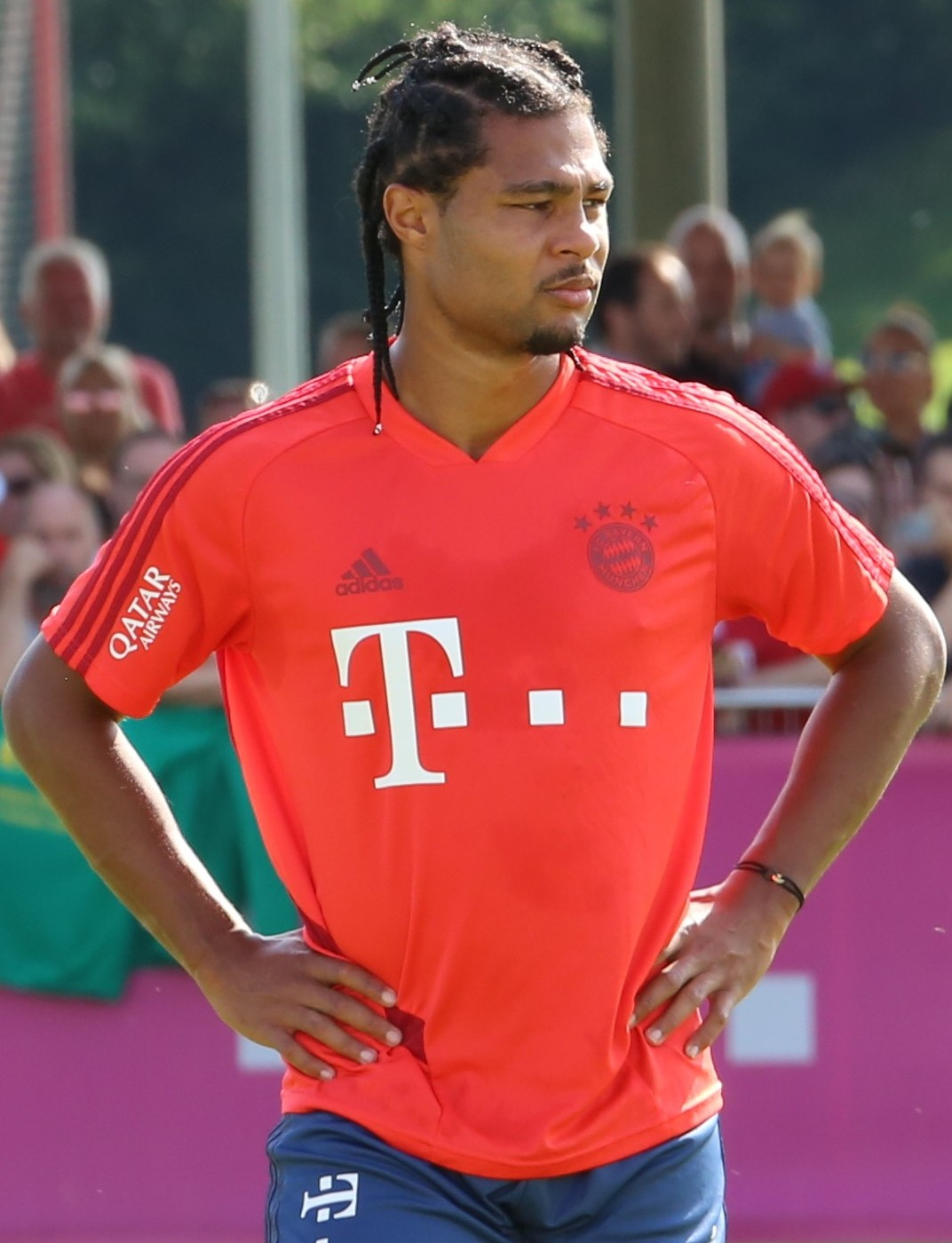
Gnabry tập luyện cùng Bayern München vào năm 2019.

Ngày 2 tháng 7 năm 2018, Gnabry chính thức được khoác áo Bayern München và được chỉ định mặc áo số 22. Ngày 1 tháng 9, Gnabry có trận đá đầu tiên cho Bayern München ở Bundelisga trong chiến thắng 3–0 trước Stuttgart, anh vào sân từ ghế dự bị ở phút thứ 77. Ngày 3 tháng 11 năm 2018, Gnabry ghi pha lập công đầu tiên cho Bayern München trong trận hòa 1–1 với Freiburg. Ngày 1 tháng 12 năm 2019, Gnabry lập cú đúp bàn thắng trong chiến thắng 2–1 trước đội bóng cũ của anh là Werder Bremen. Ngày 2 tháng 3 năm 2019, Gnabry là người ghi bàn thắng thứ 4000 của Bayern München tại Bundesliga trong trận thắng 5–1 trước Gladbach, giúp Bayern trở thành đội bóng đầu tiên đạt cột mốc nói trên. Ngày 3 tháng 3 năm 2019, Gnabry đặt bút ký một bản hợp đồng mới với Bayern München kéo dài đến năm 2023 và là chân sút xuất sắc thứ hai của đội bóng vào cuối mùa giải Bundesliga, với 10 bàn thắng sau 30 trận thi đấu. Anh giành danh hiệu đĩa bạc Bundesliga đầu tiên cùng Bayern với 2 điểm nhiều hơn đội á quân Dortmund (78 điểm).
Ngày 1 tháng 10 năm 2019, Gnabry ghi liền 4 bàn thắng tại UEFA Champions League 2019-20 vào lưới Tottenham Hotspur, giúp Bayern giành thắng lợi ngay trên sân khách với tỉ số 7–2. Ngày 25 tháng 2 năm 2020, anh lập cú đúp vào lưới Chelsea ở trận lượt đi vòng 16 đội của Champions League, ấn định chiến thắng 3–0 của Bayern trên sân khách. Thành tích này cũng biến anh trở thành cầu thủ đầu tiên ghi 6 bàn thắng trên sân khách tại Luân Đôn chỉ trong một mùa bóng Champions League. Ngày 14 tháng 8, anh ghi một bàn thắng trong chiến thắng 8–2 trước Barcelona ở vòng tứ kết. Ngày 19 tháng 8, anh lập cú đúp trong trận thắng 3–0 trước Lyon ở vòng bán kết, nâng thành tích của anh lên con số 9 bàn thắng sau 9 trận đá tại giải đấu. Với chiến thắng 1–0 của Bayern trước Paris Saint-Germain tại trận chung kết, anh đã giành được danh hiệu Champions League đầu tiên trong sự nghiệp cùng với đồng đội Joshua Kimmich – một đồng đội khác xuất thân từ học viện của VfB Stuttgart.

## Sự nghiệp cấp đội tuyển

### Đội trẻ
Gnabry từng đại diện cho đội tuyển Đức thi đấu ở nhiều đội trẻ, cụ thể là lứa U–16, U–17 và U–18. Anh cũng nằm trong thành phần U–21 của tuyển Đức đăng quang giải vô địch U-21 châu Âu 2017.

### Thế vận hội Mùa hè 2016

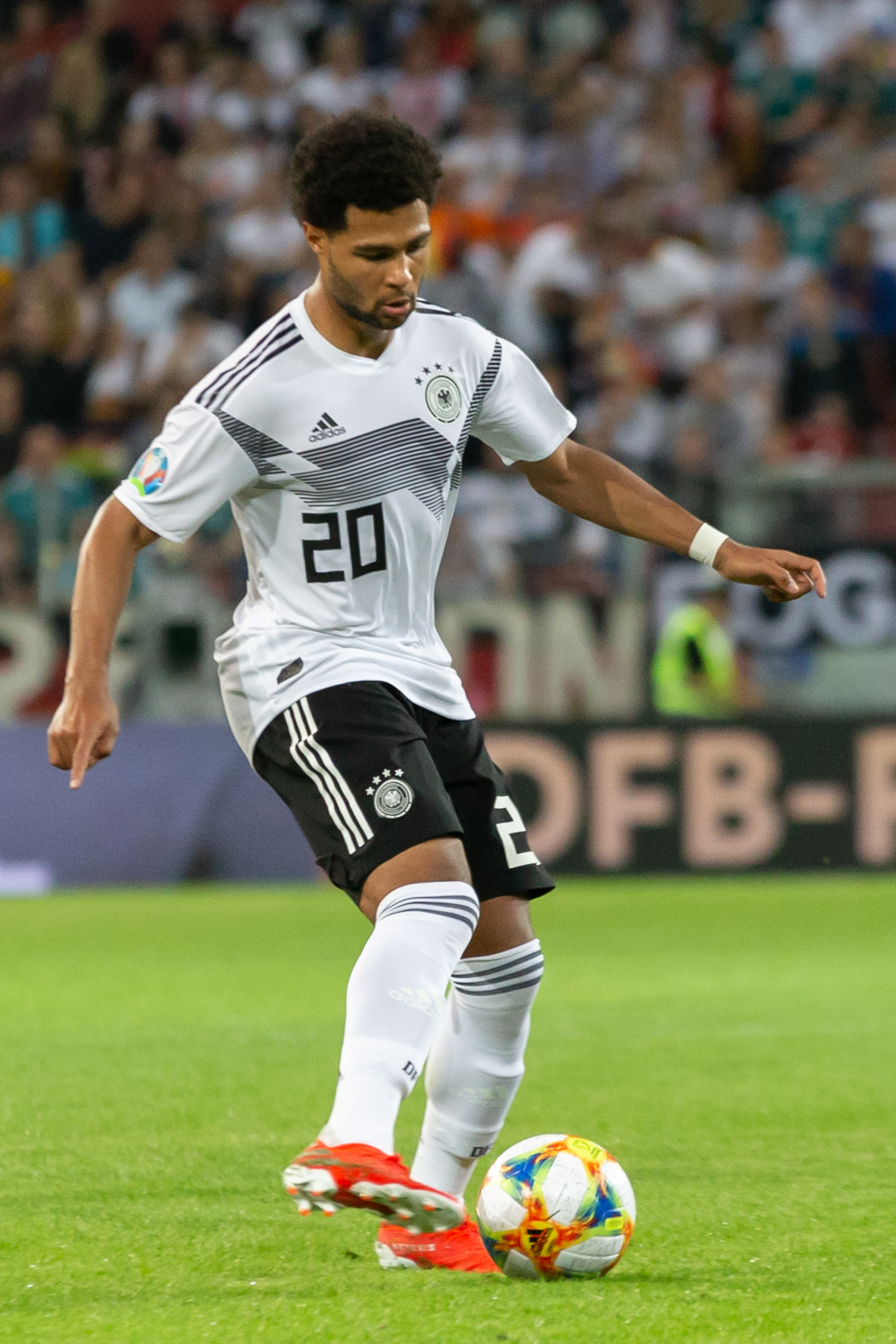
Gnabry chơi bóng cho đội tuyển Đức vào năm 2019.

Ngày 16 tháng 7 năm 2016, tuyển Olympic Đức đã lựa chọn Gnabry để tham dự Thế vận hội Mùa hè 2016. Ngày 4 tháng 8, anh có trận đá đầu tiên cho Olympic Đức trước Mexico và ghi bàn thắng đầu tiên cho đội, giúp Đức có trận hòa 2–2 với Mexico. 3 ngày sau, anh có 2 bàn thắng giúp Đức hai lần vươn lên dẫn trước Hàn Quốc, bàn thắng thứ hai của anh là một quả đá phạt ở phút bù giò giúp Đức giành được trận 3–3. Ngày 10 tháng 8, Gnabry góp thêm 2 bàn thắng nữa trong trận thắng đậm 10–0 của Đức trước Fiji. Ở vòng tứ kết khi Đức đụng độ Bồ Đào Nha, anh ghi bàn thắng thứ 6 tại giải đấu trước khi hiệp một khép lại, giúp Đức giành chiến thắng 4–0 chung cuộc. Anh kết thúc giải với danh hiệu vua phá lưới cùng đồng đội Nils Petersen và đem về cho Đức tấm huy chương bạc.

### Tuyển quốc gia
Ngày 4 tháng 11 năm 2016, Gnabry có lần đầu được gọi lên tuyển quốc gia Đức. 7 ngày sau, anh lập cú hat-trick trong trận đá đầu tiên cho tuyển Đức trước San Marino trong trận thắng 8–0 trên sân khách ở vòng loại giải vô địch thế giới 2018. Ngày 9 tháng 10 năm 2019, trong trận giao hữu hòa 2–2 với Argentina, Gnabry trở thành cầu thủ đạt 10 bàn thắng trong màu áo tuyển nhanh nhất với lần ra sân thứ 11 và phá kỷ lục của Miroslav Klose sớm 2 trận. Ngày 19 tháng 11 năm 2019, anh lập cú hat-trick khác trong chiến thắng 6–1 trước Bắc Ireland. Đây cũng là cú hat-trick thứ hai trong sự nghiệp cấp đội tuyển của anh.

## Thống kê sự nghiệp
Tính đến ngày 22 tháng 5 năm 2021
| Câu lạc bộ                  | Mùa giải            | Giải đấu            | Giải đấu | Giải đấu | Cúp quốc gia | Cúp quốc gia | Cúp liên đoàn | Cúp liên đoàn | Khác   | Khác    | Tổng cộng | Tổng cộng |
| Câu lạc bộ                  | Mùa giải            | Hạng                | Ra sân   | Ghi bàn  | Ra sân       | Ghi bàn      | Ra sân        | Ghi bàn       | Ra sân | Ghi bàn | Ra sân    | Ghi bàn   |
| --------------------------- | ------------------- | ------------------- | -------- | -------- | ------------ | ------------ | ------------- | ------------- | ------ | ------- | --------- | --------- |
| Arsenal                     | 2012–13             | Premier League      | 1        | 0        | 0            | 0            | 2             | 0             | 1      | 0       | 4         | 0         |
| Arsenal                     | 2013–14             | Premier League      | 9        | 1        | 2            | 0            | 1             | 0             | 2      | 0       | 14        | 1         |
| Arsenal                     | 2014–15             | Premier League      | 0        | 0        | 0            | 0            | 0             | 0             | 0      | 0       | 0         | 0         |
| Arsenal                     | Tổng cộng           | Tổng cộng           | 10       | 1        | 2            | 0            | 3             | 0             | 3      | 0       | 18        | 1         |
| West Bromwich Albion (mượn) | 2015–16             | Premier League      | 1        | 0        | 0            | 0            | 2             | 0             | —      | —       | 3         | 0         |
| Werder Bremen               | 2016–17             | Bundesliga          | 27       | 11       | 0            | 0            | —             | —             | —      | —       | 27        | 11        |
| 1899 Hoffenheim             | 2017–18             | Bundesliga          | 22       | 10       | 1            | 0            | 3             | 0             | —      | —       | 26        | 10        |
| Bayern München              | 2017–18             | Bundesliga          | 0        | 0        | 0            | 0            | 0             | 0             | —      | —       | 0         | 0         |
| Bayern München              | 2018–19             | Bundesliga          | 30       | 10       | 5            | 3            | 7             | 0             | 0      | 0       | 42        | 13        |
| Bayern München              | 2019–20             | Bundesliga          | 31       | 12       | 5            | 2            | —             | —             | 10     | 9       | 46        | 23        |
| Bayern München              | 2020–21             | Bundesliga          | 27       | 10       | 1            | 1            | —             | —             | 6      | 0       | 38        | 11        |
| Bayern München              | Tổng cộng           | Tổng cộng           | 88       | 32       | 11           | 6            | —             | —             | 23     | 9       | 126       | 47        |
| Tổng cộng sự nghiệp         | Tổng cộng sự nghiệp | Tổng cộng sự nghiệp | 149      | 54       | 14           | 6            | 5             | 0             | 29     | 9       | 201       | 68        |

### Đội tuyển quốc gia
Tính đến ngày 21 tháng 11 năm 2023
| 2016      | 2  | 3  |
| 2018      | 3  | 1  |
| 2019      | 8  | 9  |
| 2020      | 4  | 1  |
| 2021      | 14 | 6  |
| 2022      | 8  | 1  |
| 2023      | 6  | 1  |
| Tổng cộng | 45 | 22 |

### Bàn thắng cho đội tuyển quốc gia
| #   | Thời gian            | Địa điểm                                        | Đối thủ     | Bàn thắng | Kết quả | Giải đấu                      |
| --- | -------------------- | ----------------------------------------------- | ----------- | --------- | ------- | ----------------------------- |
| 1.  | 11 tháng 11 năm 2016 | Sân vận động San Marino, Serravalle, San Marino | San Marino  | 2–0       | 8–0     | Vòng loại FIFA World Cup 2018 |
| 2.  | 11 tháng 11 năm 2016 | Sân vận động San Marino, Serravalle, San Marino | San Marino  | 4–0       | 8–0     | Vòng loại FIFA World Cup 2018 |
| 3.  | 11 tháng 11 năm 2016 | Sân vận động San Marino, Serravalle, San Marino | San Marino  | 6–0       | 8–0     | Vòng loại FIFA World Cup 2018 |
| 4.  | 15 tháng 11 năm 2018 | Red Bull Arena, Leipzig, Đức                    | Nga         | 3–0       | 3–0     | Giao hữu                      |
| 5.  | 24 tháng 3 năm 2019  | Johan Cruyff Arena, Amsterdam, Hà Lan           | Hà Lan      | 2–0       | 3–2     | Vòng loại UEFA Euro 2020      |
| 6.  | 11 tháng 6 năm 2019  | Opel Arena, Mainz, Đức                          | Estonia     | 2–0       | 8–0     | Vòng loại UEFA Euro 2020      |
| 7.  | 11 tháng 6 năm 2019  | Opel Arena, Mainz, Đức                          | Estonia     | 6–0       | 8–0     | Vòng loại UEFA Euro 2020      |
| 8.  | 6 tháng 9 năm 2019   | Volksparkstadion, Hamburg, Đức                  | Hà Lan      | 1–0       | 2–4     | Vòng loại UEFA Euro 2020      |
| 9.  | 9 tháng 9 năm 2019   | Windsor Park, Belfast, Bắc Ireland              | Bắc Ireland | 2–0       | 2–0     | Vòng loại UEFA Euro 2020      |
| 10. | 9 tháng 10 năm 2019  | Westfalenstadion, Dortmund, Đức                 | Argentina   | 1–0       | 2–2     | Giao hữu                      |
| 11. | 19 tháng 11 năm 2019 | Waldstadion, Frankfurt, Đức                     | Bắc Ireland | 1–1       | 6–1     | Vòng loại UEFA Euro 2020      |
| 12. | 19 tháng 11 năm 2019 | Waldstadion, Frankfurt, Đức                     | Bắc Ireland | 3–1       | 6–1     | Vòng loại UEFA Euro 2020      |
| 13. | 19 tháng 11 năm 2019 | Waldstadion, Frankfurt, Đức                     | Bắc Ireland | 4–1       | 6–1     | Vòng loại UEFA Euro 2020      |
| 14. | 13 tháng 10 năm 2019 | RheinEnergieStadion, Cologne, Đức               | Thụy Sĩ     | 3–3       | 3–3     | UEFA Nations League 2020–21   |
| 15. | 28 tháng 3 năm 2021  | Arena Națională, Bucharest, România             | România     | 1–0       | 1–0     | Vòng loại FIFA World Cup 2022 |
| 16. | 7 tháng 6 năm 2021   | Merkur Spiel-Arena, Düsseldorf, Đức             | Latvia      | 3–0       | 7–1     | Giao hữu                      |
| 17. | 5 tháng 9 năm 2021   | Mercedes-Benz Arena, Stuttgart, Đức             | Armenia     | 1–0       | 6–0     | Vòng loại FIFA World Cup 2022 |
| 18. | 5 tháng 9 năm 2021   | Mercedes-Benz Arena, Stuttgart, Đức             | Armenia     | 2–0       | 6–0     | Vòng loại FIFA World Cup 2022 |
| 19. | 8 tháng 9 năm 2021   | Laugardalsvöllur, Reykjavík, Iceland            | Iceland     | 1–0       | 4–0     | Vòng loại FIFA World Cup 2022 |
| 20. | 8 tháng 10 năm 2021  | Volksparkstadion, Hamburg, Đức                  | România     | 1–1       | 2–1     | Vòng loại FIFA World Cup 2022 |
| 21. | 1 tháng 12 năm 2022  | Sân vận động Al Bayt, Al Khor, Qatar            | Costa Rica  | 1–0       | 4–2     | FIFA World Cup 2022           |
| 22. | 28 tháng 3 năm 2023  | RheinEnergieStadion, Cologne, Germany           | Bỉ          | 2–3       | 2–3     | Giao hữu                      |

## Danh hiệu

### Câu lạc bộ

#### Arsenal
- FA Cup: 2013–14,[38] 2014–15[38]
- FA Community Shield: 2014,[38] 2015[38]

#### Bayern München
- Bundesliga: 2018–19, 2019–20[53], 2020–21, 2021–22, 2022–23, 2024–25[54]
- DFB-Pokal: 2018–19,[55] 2019–20[56]
- Franz Beckenbauer Supercup: 2018, 2020, 2021, 2022, 2025
- UEFA Champions League: 2019–20[57]
- UEFA Super Cup: 2020[58]
- FIFA Club World Cup: 2020

### Quốc tế

#### Olympic Đức
- Huy chương Bạc Thế vận hội Mùa hè: 2016[59]

#### U-21 Đức
- Giải vô địch U-21 châu Âu: 2017[47]

### Cá nhân
- Cầu thủ hay nhất mùa giải của Bayern München: 2018–19[60]
- Cầu thủ hay nhất tháng của Bundesliga: tháng 10 năm 2019[61]
- Đội hình tiêu biểu mùa giải UEFA Champions League: 2019–20[62]